# ایستگاه متروی گورتسارانائین
گورتسارانائین (ارمنی: Գործարանային) ایستگاه متروی ایروان می‌باشد. این ایستگاه در ۱۱ ژوئن ۱۹۸۳ برای عموم گشایش یافت.